# Michael Brückner (Musiker)

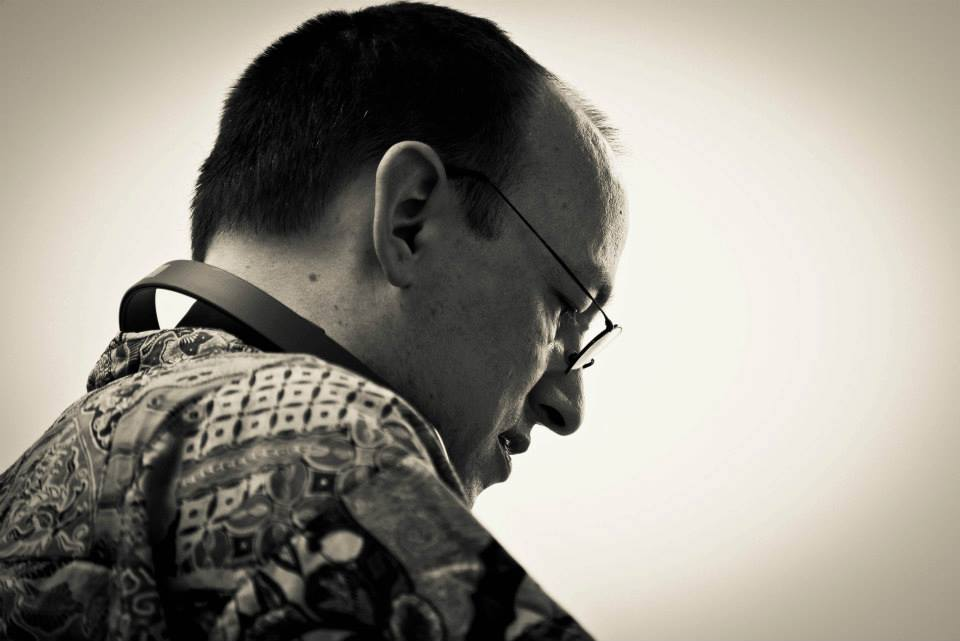
Michael Brückner auf der Schwingungenparty 2013

Michael Brückner (* 6. Dezember 1969 in Heidelberg) ist ein deutscher Komponist und Musiker im Bereich der elektronischen Musik mit dem Schwerpunkt Ambient, Drone und Berliner Schule. Er lebt und arbeitet in Mainz.

## Werdegang

### Musikalische Anfänge
Angeregt durch meditative Mantragesänge, die er beim Yoga kennenlernte, begann Michael Brückner im Alter von 23 Jahren erstmals atmosphärische Musik zu produzieren. Er experimentierte mit Klangerzeugung und versuchte sich an ersten Kompositionen, wobei sich bald ein Fokus in Richtung der elektronischen Musik bildete. Als Gegengewicht dazu improvisiert er seither auch regelmäßig auf dem Klavier.

### Selbstvertriebene Alben
Nach ersten einfachen Experimenten im Heimstudio begann Michael Brückner 1994 mit der Produktion von Alben, die jedoch noch keinem eindeutigen Musikgenre zugeordnet waren. Es finden sich Einflüsse aus Rock- und Weltmusik, Jazz und unterschiedlichen Stilrichtungen der elektronischen Musik. Im Laufe von mehr als zwei Jahrzehnten entstanden eine Vielzahl von Alben, die direkt beim Künstler oder über Downloadportale bezogen werden können.

### Veröffentlichungen durch Label
Ende 2008 erschienen bis dahin nur für kurze Zeit in einem Blog zugängliche Stücke, neu gemischt und gemastert, als EP unter dem Titel Kissing Underneath The Mistletoe bei dem Netlabel INQB8R aus Lettland, 2009 folgte dort eine zweite EP, Occasional Chemistry mit wiederum neu gemasterten Stücken, diesmal von älteren, privat veröffentlichten Alben. Anfang 2010 wurde das Album Ombra auf der Internetseite der russischen Ambient-Gemeinschaft Ambione als HQ-Download veröffentlicht, ist seit einer grundlegenden Neugestaltung dieser Seite 2012 allerdings nicht mehr dort zu finden. Sowohl INQB8R als auch Ambione sind Non-Profit-Organisationen, die Downloads daher kostenfrei.
Im Jahr 2012 erschien mit 100 Million Miles Under The Stars Michael Brückners erstes Album bei einem kommerziellen Label, SynGate Records, einige Monate später gefolgt von Eleventh Sun auf dem SynGate-Unterlabel Luna.
2013 erschienen Le Jardin Oublie auf dem Netlabel Ancient Language Records, sowie Naura bei Klangwirkstoff. Es folgten 2014 Thirteen Rites Of Passage und das Album Sparrows (in Zusammenarbeit mit Detlev Everling), ebenfalls beide auf SynGate, sowie Ombra - Revisited auf BI-ZA Records, außerdem die Kollaboration Hochofen (Plataforma Records) mit dem Brasilianer Gustavo Jobim. Das Album Two erschien 2015, eine Zusammenarbeit von Brückner und dem Schlagzeuger Thomas "Tommy" Betzler, sowie den Gastmusikern Fryderyk Jona und Sammy David, wiederum auf SynGate Records. 2016 kamen die Alben Hikari (ambiOfusion) und „Troi Briques“ (SynGate/Wave) heraus.
Darüber hinaus erschienen seit 2011 zahlreiche nicht auf anderen Alben enthaltene Stücke in verschiedenen Ambient- und Electronica-Compilationen.

### Zusammenarbeit mit anderen Künstlern
Michael Brückner arbeitete in den letzten 20 Jahren regelmäßig mit befreundeten Musikern zusammen. Mit dem Gitarristen Wolfgang Bechtluft und dem Keyboarder und Sänger Reinhold Krämer, beide seit den späten 1970er Jahren in der Rheinhessischen Musikszene aktiv, bildet Michael Brückner seit 2000 die Artrock-Band B4 SUNRISE. Beide sind auch auf mehreren seiner Soloalben zu hören. 2004 entstand ein Album mit Wolfgang Bechtluft unter dem Namen „Bechtluft-Brückner-Projekt“.
2012 erschien ein gemeinsames Album mit dem holländischen Elektronikmusiker Bert Hülshoff, der unter dem Projektnamen „Phrozenlight“ veröffentlicht.
Weitere Wegbegleiter sind der Keyboarder, Produzent und Sänger Klaus Chmielewski (Phase 4), verschiedene Sängerinnen, verschiedene Gitarristen, insbesondere sein Bruder Steffen Brückner, ein Death-Metal-Gitarrist, sowie der Elektronik-Komponist und Flötist Hans-Dieter Schmidt (in den 1980er Jahren Keyboarder der im Raum Frankfurt erfolgreichen Comedy-Rockgruppe Feinbein). Mit Sparrows, einer Zusammenarbeit mit Detlev Everling, erschien 2014 ein weiteres Album auf dem SynGate-Records-Unterlabel Luna. Ebenfalls 2014 brachte Michael Brückner zusammen mit Gustavo Jobim das Album Hochofen heraus. Seit 2013 arbeitet er regelmäßig mit Thomas "Tommy" Betzler, dem ehemaligen Schlagzeuger der Band P'cock, der schon mit anderen bekannten Genregrößen wie Klaus Schulze und Picture Palace Music zusammengearbeitet hat. 2015 erschien ihr erstes Album „Two“.

### Live-Auftritte
Aufgrund seiner familiären und beruflichen Situation konnte Michael Brückner trotz bestehender Einladungen bisher nur selten Konzerte geben. So mussten u. a. der Auftritt als Headliner bei einem russischen Ambient-Festival 2010, sowie (als „Bechtluft-Brückner-Projekt“) als Opener des Binger Open Air 2005 abgelehnt werden.
2006 gab Michael Brückner als Mitglied des Trios B4 SUNRISE sein erstes öffentliches Konzert, einige weitere Solo-Auftritte folgten, so im Juni 2012 beim Raumzeit-Festival in Dortmund und im Juli 2013 gemeinsam mit Tommy Betzler auf der Schwingungen-Party in Hamm. Zum Release des Klangwirkstoff-Samplers „Active Agent of Sound II“ trat er im September 2013 in Berlin auf, einen Monat später beim Dinosauriertreffen-Festival 2013 in Bocholt, erneut begleitet vom Schlagzeuger Tommy Betzler. Anlässlich der Luminale 2014 spielte Michael Brückner live in der St. Peter-Kirche in Frankfurt, später veröffentlicht in dem Album „Two Letters From Crimea“. 2015 spielte er zusammen mit Mathias Brüssel auf dem Cosmic Night Festival in Brüssel, Belgien.
Darüber hinaus nimmt er in unregelmäßigen Abständen an Gruppenimprovisationen des Ambient-Kollektives „Elektro-Kartell Lounge“ teil, welches im Rhein-Main-Gebiet aktiv ist.

### Stil
Michael Brückners Musik zeichnet sich durch eine große Bandbreite verschiedenster Stilrichtungen aus, die eine einfache Kategorisierung erschwert. So finden sich unter seinen Werken Stücke aus dem Bereich Ambient, Drone oder Berliner Schule, doch auch die Genres Chillout, Electronica oder Synthie-Pop werden bedient. Ausflüge in die Bereiche Progressive Rock (vor allem mit B4 SUNRISE) und Jazz sind ebenso zu finden, wie auch rhythmischere Arbeiten in Richtung Trance und Techno. Dennoch ist immer eine erkennbare, persönliche Note zu finden, die sich wie ein roter Faden durch Michael Brückners Werk zieht. Diese beinhaltet oft sphärische Intros und vielschichtige Sequenzer-Arbeit, sowie reine Klavierpassagen. Bekannt ist Brückner auch für die Verwendung von Sprache und Stimmen als Klangmittel, weniger als gesungene Liedtexte.
Neuere Veröffentlichungen lassen sich vermehrt der „klassischen“ Elektronischen Musik zuordnen mit langen Stücken, ausgedehnten Intros und treibenden Sequenzen, wobei es sich meistens um Konzeptalben handelt, die ein Thema umfassend musikalisch behandeln. So sind Michael Brückners Alben weniger die Zusammenstellung alleinstehender Stücke als vielmehr Gesamtwerke in mehreren Teilen bzw. Sätzen.

## Diskographie

### Veröffentlichungen durch Label
| - Kissing Underneath The Mistletoe (EP) - INQB8R (2008) - Occasional Chemistry (EP) - INQB8R (2009) - 100 Million Miles Under The Stars - SynGate (2012) - Eleventh Sun - SynGate/Luna (2012) - Le Jardin Oublie - Ancient Language Records (2013) - Active Agent of Sound II - Klangwirkstoff (2013) (Titel „Rauka (Wild Mix)“) - Naura - Klangwirkstoff (2013) - Thirteen Rites Of Passage - SynGate (2014) - Sparrows - SynGate/Luna (2014) mit Detlev Everling - Ombra - Revisited - BI-ZA (2014) - Hochofen - Plataforma (2014) mit Gustavo Jobim - Fog Music 35 - Aural Films (2015) - Two - SynGate (2015) mit Thomas "Tommy" Betzler - Hikari - ambiOfusion (2016) - Troi Briques - SynGate/Wave (2016) - Trees of Olivandá - SynGate (2017) - The Dark Path - SynGate (2017) mit Alien Nature - The Android Tales Volume 1 – SynGate (2024) |

### Selbstvertriebene Alben
| - Frühstücke (1992–1994) - Earthed/Unearthed (1994) - Sheba’s Dance (1994) - Celtique (1995) - Sunday Etudes (1995) - Collaborations (1994–1995) - Beautiful You Are (1995–1996) - The Far Shore (1995) - Pantaleon Equations (1995–1996) - Microgrammar (1996–1997) - Atmosfear (1996) - Armadillo Glue (1996) - Ghost Music (1996) - Heartbeat (1996–1997) - A Ring Of Copper (1997) - A New Age Vol. 1 (1997) - A New Age Vol. 2 (1997) - One Ma Topo (1997) - Melodika (1997–1998) - Starfished (1998) - A Nebular Beach (1998) - Preview:Blue (Interaktive CD-ROM) (1999) - Incarnation Generator (1999) - Euphorisms (1998–1999) - Eroonian Avady (1999) - Underwater Chillies (2000) - Space Prophecies (2000) - 143 BPM (2000) - On Pebbles (1998–2007) - Ascensions (1999) - Kabacab (1998–2000) - Movies Moving In My Head (2000–2001) - Mousic (2001) - Drones (2001) - Laumspur (1997–2001) - I See My Life (2002) - Someone Else (2002) - One Thirty Eight (2002) - Or Makif (2002) - Eeek Show (2002) - The Outsider - Music inspired by the life and work of H.P. Lovecraft (2002) - It Is Not Dead - The Outsider Remakes (2002) - Call Me Again (2002) mit Klaus Chmielewski - Five Minutes (2002) - Haunted (2002–2007) - Bepurpuration Of The Thwerft (1999–2002) - Somnamboule (2002) - Sleepwalking - The Somnamboule Remakes (2002) - Gokuro (2002–2003) - Oxy Moron (2003) - Mole (2003) - Ôrnithéologique (2003) - Irrghun (2003) - Breakfast On Yuggoth (2003) - Tune Fish (2003) - The Blue Button (2003) - Advanced Inversions (2003) | - Trips And Ticks (2003–2004) - Lost In The City (2003–2004) mit Wolfgang Bechtluft - Sun Powered (2004) - Two Days In Space Vol. 1 (2004) - Two Days In Space Vol. 2 (2004) - Five Small Nails (2004) - Hoax (2001–2005) - Salaméander (2004) - First Half Of The Moon (2004) - Under Ground (2005) - One Step Behind (2005) - Resurrections (2005) - Psycho De Fluxe (2005) - Sufi Sushi (2005) - Everywhere - The Sufi Remakes (2005) - Antiferromagnet (2006) - Daydream (2006) - Electricity Did Fail On Me (2006–2007) - Marfology (2006) - Warm Up Vol. 1 (2006) - Warm Up Vol. 2 (2006) - Forgetfulness (2006–2007) - All The Pieces Fit Forever (2007) - A Calm But Steady Flow (2007) - Wrong Notes On A False Piano (2007) - Challenge 29 (2007) - ...Und Freunde - Live November 2007 (2007) - A Game Of Chance (2008) - Days In The Sun (2008) - Oddwind (2009) - Ombra (2010) - Endless Mind Portal (2011) - April Rain EP (2011) - This Fragile Hideaway (2011) - A Slow Walk Through Clear Air (2012) - The Days Of Johnny Zilch (2009–2012) - R Is For Rocket And S Is For Space (2010–2012) - Squeeling With Glee (2007–2012) - My Setup Is Upset (2012) - 100 Million Miles Under The Stars - The Supplementary Volume (2012) - Kings Of The Earth (2013) - In Letzter Konsequenz (2014) - Two Letters From Crimea (2015) - Ondes Intergalactiques (2015) mit Mathias Brüssel - Scattered All Over (2015) - Muzikhala (2016) - The Giant Illusion (2016) - During A Lull (2018) - Deep Space Explorations (2018) - Monsoon Offerings (2019) mit Volker Lankow - Polar Vortex (2019) mit Matthias Grassow - Sheep Asleep (2024) - Passages And Spheres (2024) - The Seven Planes Of Dreams (2025) - Winter's Nightmares – Dreams Of Spring (2025) |

### B4 SUNRISE-Alben
| - Outside Travels (2003) - The Only Child (2005) - Martians (2006) - Poison Tongue (2007) |

### BRIDGE TO IMLA-Alben
| - The Radiant Sea (2017) - One January Evening (2018) |

### P'FAUN-Alben
| - Two - SynGate (2015) (als Betzler & Brückner) - Triplet (2016) (als Betzler & Brückner) - Sp'roque (2018) - The Golden Peacock (2018) |

### LA MANSARDE HERMÉTIQUE-Alben
| - Ondes Intergalactiques - Live At The Cosmic Nights Festival 2015 (2015) - By The Light Of A Lava Lamp (2015) - Haunted Attic (2017) |